# Новокрымский
Новокрымский — хутор в Крымском районе Краснодарского края.
Входит в состав Молдаванского сельского поселения.

## География

### Улицы
- ул. Виноградная,
- ул. Восточная,
- ул. Пионерская,
- ул. Полины Белкиной,
- ул. Фроловой,
- ул. Шоссейная.

## Население
| 1999 | 2002 | 2010 |
| ---- | ---- | ---- |
| 353  | ↘281 | ↗371 |

## Карты
- [web.archive.org/web/20040912183544/mapl37.narod.ru/map1/il37112.html Топографические карты/ L-37-112. Новороссийск — 1 : 100 000]